# Radikulopatia
Radikulopatia lub radikulitis (łacina radicula, „mały korzeń“ i grecki -πάθεια, -páthia, „-zachorowanie“ bzw. -ίτις, -itis, „-zapalenie“) – uszkodzenie korzeni rdzeniowych, nazywane się również „korzeniowym zapaleniem nerwu” lub „syndromem korzeniowym”, w którym zostaje podrażniony lub uszkodzony korzeń nerwowy. Choroba może się objawiać zaburzeniem czucia, jako ból lub bezwład, paraliż. Dolegliwości mogą być ostre lub przewlekłe. W przypadku ucisku więcej niż jednego korzenia nerwowego mówimy o poliradikulopatii.
Na radikulopatię chorują szczególnie często osoby w średnim i starszym wieku. Często jest powodem niezdolności do pracy.

## Przyczyny
Przyczyną radikulopatii są przeważnie zmiany patologiczne związane z kręgosłupem, takie jak:
- dyskopatia
- krwiak
- zwyrodnienie kości (osteopatia)
- zapalenie kości
- osłabienie kości
- nowotwór kości.

## Symptomy
- Zaburzenia czucia
- Bóle np. ramienia, kręgosłupa, okolicy szyjnej, stawu biodrowego. Ból pojawia lub nasila się w nocy, gdy osoba kładzie się spać na chorą stronę.

## Diagnostyka
- Zdjęcie rentgenowskie
- Objaw Spurlinga (dla radikulopatii szyjnej)
- Obrazowanie metodą rezonansu magnetycznego
- Elektroneurografia z elektromiografią